# Guillonea
Guillonea là chi thực vật có hoa trong họ Apiaceae.